# Christian Maes
Pour les articles homonymes, voir Maes.
Christian Maes, né le 27 novembre 1961 à L'Isle-sur-le-Doubs, est un accordéoniste français, spécialisé dans les musiques traditionnelles.

## Biographie
Il commence par étudier la Musique irlandaise, d’abord en autodidacte, puis avec l’accordéoniste irlandais Martin O'Connor, ce qui se concrétise par une quatrième place au Fleadh Cheoil en Irlande. Dans les débuts 1980, une tournée en Algérie, dans le Mzab, avec la troupe de théâtre de l'ARETE à Besançon, dirigée par Madjid Madouche achève de l'ouvrir à d'autres styles musicaux.
Il s’intéresse à d’autres univers musicaux comme le rock ou la chanson auprès de Pascal Mathieu et Dupain, les musiques traditionnelles dans le cadre de son duo avec Emmanuel Pariselle, ou de la formation «Le Bal» (Coup de cœur de l'Académie Charles-Cros 2004). Avec le contrebassiste de jazz James Mac Gaw (Magma, One Shot), il fonde le Christian Maes Quintet, à la frontière des musiques du monde et du jazz. Il a également été accordéoniste dans le Van Gogh de Maurice Pialat (cf. la scène de bal au bord de l'Oise).
Son intérêt pour les musiques du Proche-Orient l’amène à créer un spectacle “Les Orientales” à Amman (Jordanie) et Beyrouth (Liban) en compagnie de musiciens orientaux et européens. En partenariat avec Georges Roux de la Maison Saltarelle, il élabore le premier accordéon diatonique à quart de ton. Depuis 2017 travaille aux côtés de Jacques Di Donato et l équipe de Bords de Mhère sur les musiques improvisées, nouvel espace de liberté pour son accordéon.
Il est un des premiers a s'intéresser a l'électrification de l'accordéon diatonique, utilisation d'effets, saturations, samples, ouvrant ainsi de nouveaux horizons qu'il exploite en compagnie d'une groove box, de quelques samples et de Laurent Dacquay au sein d'Oyun.

### Instruments
Christian Maes utilise les instruments suivants :
- mélodéon Marc Savoy en ré pour la musique québécoise ou irlando-américaine ;
- accordéon diatonique deux rangs huit basses en si-do, modèle Nuage (Saltarelle) pour la musique traditionnelle française ;
- accordéon diatonique deux rangs huit basses en do–ré, modèle Nuage (Saltarelle) pour la musique traditionnelle irlandaise ;
- accordéon diatonique deux rangs et demi douze basses  en ré-ré, modèle Connemara (Saltarelle) pour la musique irlandaise ;
- accordéon diatonique trois rangs douze basses en do-ré-ré, modèle Laurentides (Saltarelle) pour les musiques improvisées et orientales ;
- accordéon diatonique trois rangs douze basses en do-ré-ré♭, modèle Laurentides (Saltarelle) pour les musiques arabes, avec une troisième rangée proposant des quarts de ton.